# Masters of Rock
Masters of Rock ist ein tschechisches Metal-Festival. Es findet jährlich Mitte Juli in Vizovice auf dem Areal der Destillerie Rudolf Jelinek, etwa 100 km östlich von Brünn nahe der slowakischen Grenze, statt. Vizovice liegt in einem Tal in der Mährischen Walachei.
Das erste Masters of Rock fand mit rund 15.000 Besuchern im Jahr 2003 statt. Bis 2007 wuchs das Festival auf eine Größe von 30.000 Besuchern.
Auf dem Masters of Rock spielen jedes Jahr rund 40 Bands. Das Festivalgelände umfasst u. a. eine Hauptbühne (seit 2010 Ronnie James Dio Stage) mit einer betonierten Zuschauerfläche, Nebenbühne für Nachwuchsbands und großem Bierzelt. Auf dem gut befestigten Gelände befinden sich weiterhin zahllose Imbiss- und Merchandising-Stände.
Ein großer kostenloser Zeltplatz wird vor dem Festivalgelände vom Veranstalter angeboten, gegen eine geringe Gebühr kann aber auch auf privatem Grund im gesamten Ort gecampt werden.
Seit 2010 hat das Festival eine eigene Hymne – den Song „Masters of Rock“ – gespielt von der mährischen Power-Metal-Band Salamandra (mitproduziert von Sabaton).
Seit 2005 gibt es jeweils im Dezember noch einen zusätzlichen Tag, das sogenannte Winter-Masters of Rock im nahegelegenen Zlin (ehemals Gottwaldov), an dem weitere Bands auftreten.

## Line-Ups (Auswahl)

### 2000er Jahre

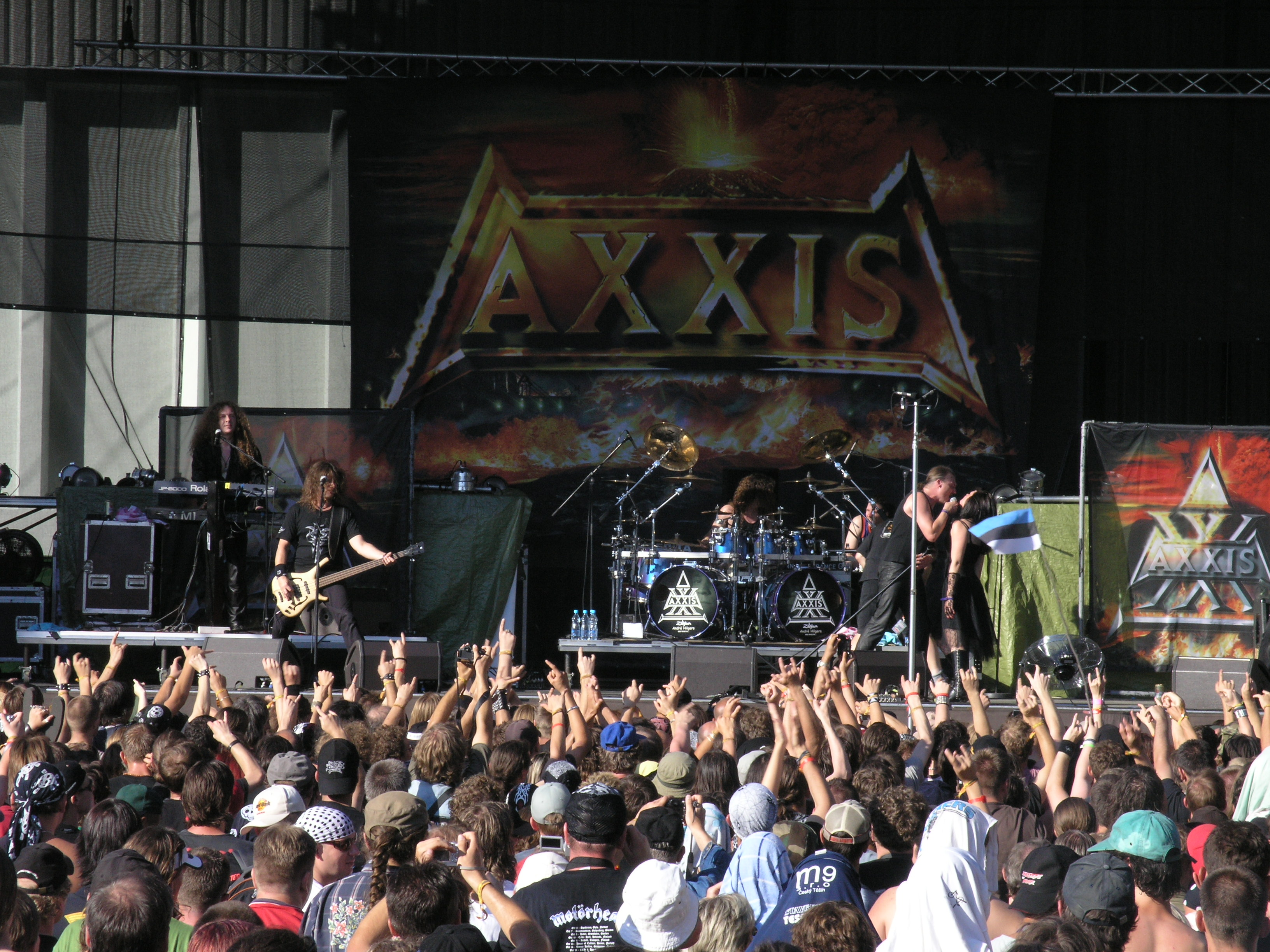
Auftritt von Axxis, 2007

27. – 28. Juni 20034Lyn, HIM, Overkill, Die Happy, Hammerfall
2. – 4. Juli 2004Pink Cream 69, The 69 Eyes, Visions of Atlantis, Europe, Stratovarius, Die Happy, Helloween, In Extremo
15. – 17. Juli 2005Rage, Edguy, Nightwish, Subway to Sally, Die Happy, HolyHell, Rhapsody, Manowar, The Sweet, Hammerfall, Waltari
13. – 16. Juli 2006Kreator, Whitesnake, Masterplan, Charon, Crucified Barbara, Evergrey, Leaves’ Eyes, Gamma Ray, Helloween, Rage, End of Green, Metal Church, Korpiklaani, Edguy, Apocalyptica + Marta Jandová, Within Temptation
12. – 15. Juli 2007Hevein, Týr, Die Happy, Rage mit Orchester, Finntroll, Norther, Uriah Heep, Motörhead, After Forever, Black Majesty, Epica, Thunder, Stratovarius, Children of Bodom, In Extremo, Visions of Atlantis, Sabaton, Axxis, Hammerfall, Sepultura
10. – 13. Juli 2008Amon Amarth, Annihilator, Apocalyptica, Die Apokalyptischen Reiter, Arakain mit Orchester, Avantasia, Brainstorm, Communic, Def Leppard, Gotthard, Haggard, Korpiklaani, Ministry, Moonspell, My Dying Bride, Oomph!, Sabaton, Salamandra, Sonata Arctica, Tristania, Volbeat, Within Temptation
9.7. – 12. Juli 2009Arch Enemy, Axxis, Blind Guardian, Crucified Barbara, Deathstars, DragonForce, Edguy, Eluveitie, Europe, Evergrey, Heaven Shall Burn, In Extremo, Interitus, Kataklysm, Keep of Kalessin, Korpiklaani, Legion of the Damned, Nightwish, Rage, Shaaman + Gocmen Symphony orchestra of Turkey, Schandmaul, Stratovarius, Tiamat

### 2010er Jahre
15. – 18. Juli 2010Accept, Annihilator, Callejon, Gamma Ray, Behemoth, Destruction, Doro Pesch, Epica, HolyHell, Lacrimosa, Lordi, Manowar, Metalforce, Mike Terrana, Primal Fear, Queensrÿche, Sabaton, Salamandra, Tarja Turunen + Filharmonie Bohuslava Martinů, Tublatanka, Unisonic, Unzucht, Horkýže Slíže, Doga, Škwor
14. – 17. Juli 2011Airbourne, Alestorm, Alkehol, Amorphis, Bonfire, Brainstorm, Dark Gamballe, Delain, Ektomorf, Pagan Alliance (Eluveitie und Finntroll), Fleret, Guano Apes, Hammerfall, Helloween, Konflikt, Kreyson, Legion of the Damned, Moonspell, Nile, Oomph!, Overkill, Powerwolf, Rhapsody of Fire, Ross the Boss, Silent Stream of Godless Elegy, Tlescac, Tri Sestry, Twisted Sister, U.D.O., Varg, Virgin Steele, Visions of Atlantis, Watain
12. – 15. Juli 2012Within Temptation, Stratovarius, Arch Enemy, Nightwish, Thin Lizzy, Sabaton, Korpiklaani, Edguy, Pain, Machine Head, Skyforger, Saltatio Mortis, Deathstars, Gotthard, Tiamat, Sirenia, Suicidal Angels, Freedom Call, Unisonic, Exodus, The Sorrow, Horkýze Slíze, Firewind, Bloodbound, Kamelot u. a.
11. – 14. Juli 2013Avantasia, Accept, Yngwie Malmsteen, Leningrad Cowboys, Devin Townsend Project, Lordi, The 69 Eyes, Masterplan, DragonForce, Moonspell, Powerwolf, Waltari, Brainstorm, Primal Fear, Grave Digger, Sanctuary, Leaves' Eyes & Atrocity, Prong, Audrey Horne, Amaranthe, Anneke van Giersbergen, Xandria, Arkona, Neonfly, Trollfest, Elvenking, Emergency Gate, Debustrol, Free Fall, Silent Stream of Godless Elegy, Warhawk u. a.
10. – 13. Juli 2014Airbourne, Amorphis, Anthrax, Arch Enemy, Axxis, Behemoth, Children of Bodom, Citron & Tanja, Die Happy, Doga, Dream Theater, Eluveitie, Epica, Forrest Jump, Freedom Call, Gloryhammer, Grand Magus, Helloween, Kamelot, Korpiklaani, Krokus, Russkaja, Sabaton, Salamandra, Sebastian Bach, Serenity, Six Degrees of Separation, Stryper, Terrana, The Exploited, The Snuff, Unisonic, Visions of Atlantis
9. – 12. Juli 2015Xandria, Mercenary, The Gentle Storm, Kamelot, U.D.O., Within Temptation, Bloodbound, Anvil, Avatar, Serious Black, Gus G., Dog Eat Dog, Legion of the Damned, Hammerfall, Black Label Society, Septicflesh, Crucified Barbara, Blues Pills, Delain, Krokus, Gotthard, Powerwolf, The Exploited, Lacrimas Profundere, Voodoo Circle, Arkona, Sonata Arctica, Gamma Ray, Nightwish
14. – 17. Juli 2016Melechesh, Threshold, Kissin’ Dynamite, Luca Turilli's Rhapsody, Testament, Apocalyptica, Rotting Christ, Avatarium, Waltari, Amaranthe, Slayer, Avantasia, Korpiklaani, Thundermother, Orden Ogan, Kadavar, Evergrey, The Dead Daisies, Primal Fear, The 69 Eyes, Eluveitie, Amon Amarth, Freedom Call, Swallow the Sun, Brainstorm, Oomph!, Ensiferum, Airbourne, Tarja
13. – 16. Juli 2017Brother Firetribe, The Charm the Fury, Majesty, Elvenking, Battle Beast, Death Angel, Stratovarius, Sabaton, Pain, Heidevolk, Visions of Atlantis, Vuur, Epica, Sepultura, Running Wild, Moonspell, Follow the Cipher, Serenity, Trollfest, Equilibrium, Almanac, Pretty Maids, Delain feat. Marco Hietala, Saxon, Kreator, Crematory, Iron Savior, Varg, Rage, Lacuna Coil, Dee Snider, Edguy, Vince Neil, Wind Rose
13. – 16. Juli 2018Alkehol, Amorphis, Annihilator, Arch Enemy, Arkona, Avatar, Avatarium, Bloodbound, Die Apokalyptischen Reiter, Dalriada, Destruction, Diolegacy, Dirkschneider, Doga, Dr. Living Dead!, Dragony, Doro, Thobbe Englund, Gate Crasher, Gloryhammer, Hardline, Helloween, In Extremo, Infected Rain, Kamelot, Korpiklaani, Lordi, Loudness, Masterplan, Nervosa, The New Roses, Nocturnal Rites, Orden Ogan, Powerwolf, Salamandra, Shakra, Gene Simmons, Sinner, SSOGE, Tanja, Turisas, The Unity, Van Canto
11. – 14. Juli 2019Amaranthe, Avantasia, Battle Beast, Brainstorm, Children of Bodom, Citron, Cyhra, Dark Gamballe, Dark Tranquillity, Deathstars, Delain, Dimmu Borgir, Dream Theater, Eluveitie, Equilibrium, Evergrey, Firewind, Follow the Cipher, Gamma Ray, Hardline, Legion of the Damned, Mayan, The Night Flight Orchestra, Primal Fear, Rage & Lingua Mortis Orchestra, Rhapsody, Rhemorha, Saltatio Mortis, Satyricon, Serenity, Serious Black, Soulfly, Steel Panther, Symfobia, Tarja, Tri State Corner, Twilight Force, Within Temptation, Xandria

### 2020er Jahre
9. – 12. Juli 2020Wegen COVID-19 ausgefallen.
8. – 11. Juli 2021Wegen COVID-19 ausgefallen.
7. – 10. Juli 2022Judas Priest, Nightwish, Sepultura, Heaven Shall Burn, Lacuna Coil, The Dead Daisies, Testament, Lordi, Beast in Black, Alestorm, Amorphis, Gotthard, Kataklysm, Orden Ogan, Exodus, Visions of Atlantis with Bohemian Symphonic Orchestra Prague, Civil War, Beyond the Black, Blues Pills, Shakra, Nervosa, High on Fire, Nothgard, Trollfest, Long Distance Calling, Amalgama, Neonfly, Mister Misery, Shiraz Lane, Black Sonic Pearls, Andy Rocks, Citron, Arakain, Fleret, Sebastien, Gate Crasher, Forrest Jump
13.–16. Juli 2023Within Temptation, Amon Amarth, Europe, Kreator, The Hu, Airbourne, Soulfly, Eluveitie, Tarja, Sonata Arctica, Phil Campbell and the Bastard Sons, Orden Ogan, Battle Beast, Freedom Call, Feuerschwanz, Crematory, Bloodbound, Legion of the Damned, The Night Flight Orchestra, Lord of the Lost, Xandria, Warkings, Dragony, Angus McSix, Brothers of Metal, Ad Infinitum (Band), Northtale, Slope, Smash into Pieces, April Art, Arion, Even Flow, Project Renegade, Saffek, Melodius Deite, Susurro, Iron Will, Dymytry, Doga, Dark Gamballe, Symphobia, Salamandra, Free Fall, Alia Tempora
11.–14. Juli 2024Judas Priest, Bruce Dickinson, Avantasia, Accept, Electric Callboy, Amaranthe, Alestorm, Cavalera, Doro, Stratovarius, Sodom, KK’s Priest, Rage & Lingua Mortis Orchestra, Moonspell, Soilwork, Dynazty, Cyhra, Delain, Sirenia, Turmion Kätilöt, Unleash the Archers, Serious Black, Die Happy, Annisokay, Melechesh, Dalriada, Amalgama, Eleine, Dragonhammer, Slope, Tri State Corner, Any Given Day, Fixation, Wytch Hazel, Adam’s Parade, Dark Sky, Exit, Osyron, Sickret, Metalinda, Symfobia, Fleret, Gate Crasher, Denoi